# Strachy (film)
Strachy – polski czarno-biały dramat filmowy z 1938 w reżyserii Eugeniusza Cękalskiego i Karola Szołowskiego, będący adaptacją powieści Marii Ukniewskiej pod tym samym tytułem. Treścią filmu są losy zawodowe i uczuciowe dwóch tancerek rewiowych, Teresy Sikorzanki (Hanna Karwowska) i Linki Kłoskówny (Jadwiga Andrzejewska), ukazanych na szerszym tle środowiska kabaretowego. Strachy były debiutancką produkcją awangardowej Spółdzielni Autorów Filmowych.
W większości film Cękalskiego i Szołowskiego otrzymał pozytywne recenzje krytyków, jednak dwa miesiące po premierze stał się przedmiotem skandalu, wywołanego przez recenzję prasową Zbigniewa Broncela. Zarzucił on, iż negatywny bohater, Żyd, w powieści nazywający się Fensterglass, w filmie nosi nazwisko Dwierycz, sugerujące polskie pochodzenie. Po kolejnych zarzutach organy państwowe postanowiły wstrzymać wyświetlanie produkcji do czasu wprowadzenia odpowiednich zmian.
Powstały także późniejsze adaptacje powieści Strachy: 4-odcinkowy serial w reżyserii Stanisława Lenartowicza z 1979 i film fabularny Szkoda twoich łez (1983) tego samego reżysera, wykorzystujący materiały ze wspomnianego serialu.

## Opis fabuły
Teresa Sikorzanka jest tancerką teatru rewiowego w Warszawie, zakochaną w tamtejszej gwieździe – Zygmuncie Modeckim. Po występie udaje się do jego garderoby, by pożyczyć pieniądze, mimo że nie oddała poprzedniego długu. Mężczyzna nie zgadza się, ale podarowuje jej papierosy, które często mu podkrada. Skończywszy rozmowę z dziewczyną, przyjmuje kierownika rewii, Fensterglassa, aby pomówić na temat ich wspólnych planów założenia własnego teatru. Spotkanie mężczyzn przerywa telefon. Młoda artystka, uwiedziona przez Fensterglassa, prosi o pomoc. Kierownik nie zważa na jej prośbę, nawet gdy ta grozi popełnieniem samobójstwa.
Teresa przychodzi do domu bez pieniędzy, co smuci jej matkę, która żyje z mężem-alkoholikiem, przepijającym większość zarobionych pieniędzy. Następnego dnia w mieszkaniu gości ciotka Aniela. Nie jest zadowolona z zajęcia siostrzenicy. Chwilę później powraca ojciec, drwiący z nieopłacalności artystycznych marzeń córki i żądający, aby została fryzjerką u krewnego. Dziewczyna kłóci się z nim i wypomina mu, że pod jego nieobecność sama zajmowała się utrzymaniem domu.
Teresa idzie do teatru na próbę, ale stojący przed wejściem Modecki, informuje ją, że próba została odwołana. Bawią się na karuzeli. W następnej scenie leży w łóżku, przebrana w jego piżamę. Modecki jest zawiedziony, że tak łatwo dała się uwieźć. Proponuje jej pieniądze i obiecuje pomoc w karierze. W teatrze dziewczyna spotyka koleżanki. W budynku nie ma światła, a pracownicy nie mogą liczyć na zaległe pensje. Girlsy chcą widzieć się w tej sprawie z Fensterglassem. Ma on spotkanie z dyrektorem, który słusznie oskarża go o defraudację środków finansowych instytucji. Jednocześnie, uwiedziona przez niego dziewczyna, zjawia się u niego osobiście. Kierownik wyrzuca ją z biura. Na oczach girls oszukana wychodzi i zaczyna płakać. Tymczasem tancerki otrzymują propozycję pracy w prowincjonalnym miasteczku za 300 złotych miesięcznie. Przed wyjazdem Teresa wyznaje miłość Modeckiemu w liście i zwraca część długu. Planuje również, co kupi za zarobione pieniądze. Dotarłszy na miejsce, tancerki witane są przez dyrektora teatru. Przedstawione są baletmistrzowi Dubence, który pije alkohol u restauratora Krupki i wspomina rosyjską ojczyznę.
Zespół przygarnia do wynajmowanego mieszkania sublokatorkę, ponieważ gospodyni zażądała za stancję więcej pieniędzy niż myślały. Nowo przybyłą okazuje się Paulina Kłoskówna, nazywająca się Linką, owa oszukana przez Fensterglassa tancerka. Teresa i Linka od razu znajdują wspólny język. Główna bohaterka dowiaduje się, że jej przyjaciółka ma narzeczonego, Kazimierza, za którego chciałaby wyjść, ale spodziewa się dziecka Fensterglassa. Obie postanawiają rozwiązać problem u miejscowej „baby”, która dokonuje aborcji. Tymczasem Modecki usiłuje znaleźć Teresę w Warszawie. W nowym programie Dubenko wykonuje swój popisowy taniec diabła, jednak publiczność nie docenia jego kunsztu artystycznego. Teresa i Linka idą na zakupy za pierwsze zarobione pieniądze. Niebawem Teresa otrzymuje złe wiadomości, bowiem ojciec sprzedał mieszkanie, a jej matka i rodzeństwo nie mają środków do życia. Tancerka postanawia odbić jednej z koleżanek bogatego chłopaka i pożyczyć od niego gotówkę. Odchodzi zniesmaczona po jego niemoralnej propozycji. Niebawem Linka, za namową Teresy, jedzie do Warszawy, by spotkać się ze swoim narzeczonym. Równocześnie w teatrze zaczyna pracę magik Emil Śroboszcz. Teresa i Dubenko z zafascynowaniem śledzą jego przedstawienie. Baletmistrz chce poznać tajemnicę numeru z walizką i gołębiami. Iluzjonista wyjaśnia mu, że to nie magia, lecz zręczność.
Będącą na poczcie, w celu przesłania pieniędzy przyjaciółce, Linkę spotyka Fensterglass, który zmusza ją do pojechania z nim. Teresa nie cieszy się długo z nadesłanych pieniędzy, ponieważ gospodyni zabiera większość z nich na poczet zaległych opłat. Sytuacja finansowa teatru jest coraz gorsza, niektóre z girls zaczynają się prostytuować. Także Teresa postanawia podążyć tą drogą. Jej spotkanie na ulicy z potencjalnym klientem przerywa Dubenko, wyjaśniając jej, że musi zachować nieskalaną duszę. Artysta stara się powstrzymać Śroboszcza przed opuszczeniem teatru, po czym wychodzi na swój występ pod wpływem alkoholu i słabnie. W ostatnich słowach prosi Teresę, aby wyjechała, i podaje jej potrzebne pieniądze. Mężczyzna umiera na serce, widząc jeszcze sztuczkę z gołębiami.
Wróciwszy do Warszawy, Teresa zwraca się o pomoc do ciotki Anieli, która z niesmakiem rzuca jej drobne. Dziewczyna znajduje zatrudnienie w „Złotej kurtynie”. Biorąc zaliczkę od dyrektora, którym jest Fensterglass, dowiaduje się, że została polecona przez Modeckiego. Jest zła na jego postępowanie wobec Linki, ten jednak grozi jej więzieniem za proceder, jakiego obie się dopuściły. Fensterglass dopuszcza się również szantażu na Lince. Niebawem Teresa zachodzi do sklepu matki, zakupionego dzięki pożyczce od stryja.
Teresa jest adorowana przez Mietka, ale nie widzi przyszłości tego związku. Tymczasem odnajduje ją Modecki. Upewniwszy się o wierności ukochanej na prowincji, obdarowuje ją psem, zapewniając jednocześnie, że będzie ją wspierał. Nieoczekiwanie dochodzi do konfrontacji adoratorów. Obaj porzucają dziewczynę, uważając, że ich zwodzi. Dopiero, gdy ta doznaje kontuzji podczas próby teatralnej, Modecki przestaje się gniewać i zaczyna opiekę nad ukochaną. Wkrótce otrzymują wspólny program.
Linka zaprasza Teresę na ślub, jednocześnie w liście opisuje dręczące ją myśli i strach, ponieważ nie powiedziała Kazimierzowi o przeszłych uczynkach i groźbach Fensterglassa. Linka popełnia samobójstwo w czasie, gdy program Teresy i Modeckiego cieszy się popularnością wśród publiczności. W trakcie podpisywania umowy dotyczącej współprowadzenia teatru, Teresa informuje o tym Fensterglassa. Umowa nie zostaje zawarta. Modecki jest zły na dziewczynę, ale rozpromienia się na wieść o jej ciąży. Ze względu na jej stan Modecki nakazuje jej pozostanie w domu, sam zaś udaje się do teatru. W czasie snu Teresa ma koszmary, w których spotyka się z Linką. Nie mogąc dodzwonić się do Modeckiego, udaje się do mieszkania przyjaciółki, płacze przy jej trumnie i rozmyśla nad słusznością ich poprzednich wyborów. Wiedziona głosem przyjaciółki, chce wyskoczyć przez okno. W ostatniej chwili ratuje ją Modecki, który zaniepokojony nieodbieraniem przez nią telefonu, wyrusza na poszukiwania. W ostatniej scenie kamera zwrócona jest na drzwi, na których wisi tabliczka z napisem „Teresa i Zygmunt Modeccy”.

## Obsada
- Hanna Karwowska – Teresa Sikorzanka
- Eugeniusz Bodo – Zygmunt Modecki
- Jadwiga Andrzejewska – Paulina „Linka” Kłoskówna
- Józef Węgrzyn – baletmistrz Dubenko
- Jacek Woszczerowicz – magik Eryk Śroboszcz
- Jan Kreczmar – Fensterglass
- Olgierd Skirgiełło-Jacewicz – Mieczysław Radziszewski
- Józef Kondrat – Konstanty Sikora, ojciec Teresy
- Helena Buczyńska – Helena Sikora, matka Teresy
- Saturnin Butkiewicz – restaurator Krupka
- Pelagia Relewicz-Ziembińska – gospodyni
- Jerzy Sulima-Jaszczołt – baletmistrz Frączek
- Nina Dziekanowska – tancerka Stefa
- Janina Janecka – tancerka Basia
- Mieczysława Ćwiklińska – ciotka Aniela

## Tło historyczne
W drugiej połowie 1929 grupa młodych intelektualistów z Warszawy rozpoczęła spotkania, podczas których rozmawiała o kinie i sposobach jego twórczego rozwoju. W lipcu 1930 odbyło się zebranie założycielskie Stowarzyszenia Miłośników Filmu Artystycznego „Start” (rejestracja przez Komisariat Rządu odbyła się dopiero 14 sierpnia 1931). W ciągu kilkuletniej działalności członkami instytucji było niemal 300 osób, wśród których głównymi postaciami byli, między innymi: Eugeniusz Cękalski, Wanda Jakubowska, Stanisław Wohl, Jerzy Zarzycki, Tadeusz Kowalski, Jerzy Toeplitz, Władysław Brun i Aleksander Ford. „Startowcy” poddali krytyce rodzime kino branżowe, dążąc jednocześnie do produkcji własnych filmów o wysokim poziomie artystycznym i wcielenia w życie hasła „filmu społecznie użytecznego”. Poza tym młodzi artyści podjęli się szeregu akcji popularyzatorsko-odczytowych, które miały na celu podniesienia kompetencji odbiorczych widzów, w ten sposób również odrzucania przez publiczność taniej rozrywki filmowej. Działalność realizatorska stowarzyszenia składała się przede wszystkim z krótkometrażowych filmów dokumentalnych. Z jednej strony tworzyli oni reportaże („żywy opis prawdziwych, bieżących wydarzeń, oparty na obserwacji autora”), z drugiej zaś filmy absolutne („obraz rzeczywistości przeżyty wizualnie”). W wyniku problemów wewnętrznych i niekorzystnych przepisów Stowarzyszenie zostało rozwiązane w 1935. Swoistą kontynuacją Startu była, założona w 1937, Spółdzielnia Autorów Filmowych, kierowana przez Wandę Jakubowską. Organizacja prowadziła dalej misję ożywiania kultury filmowej, przede wszystkim jednak skupiła się na produkcji obrazów krótkometrażowych i długometrażowych filmów fabularnych.

## Produkcja

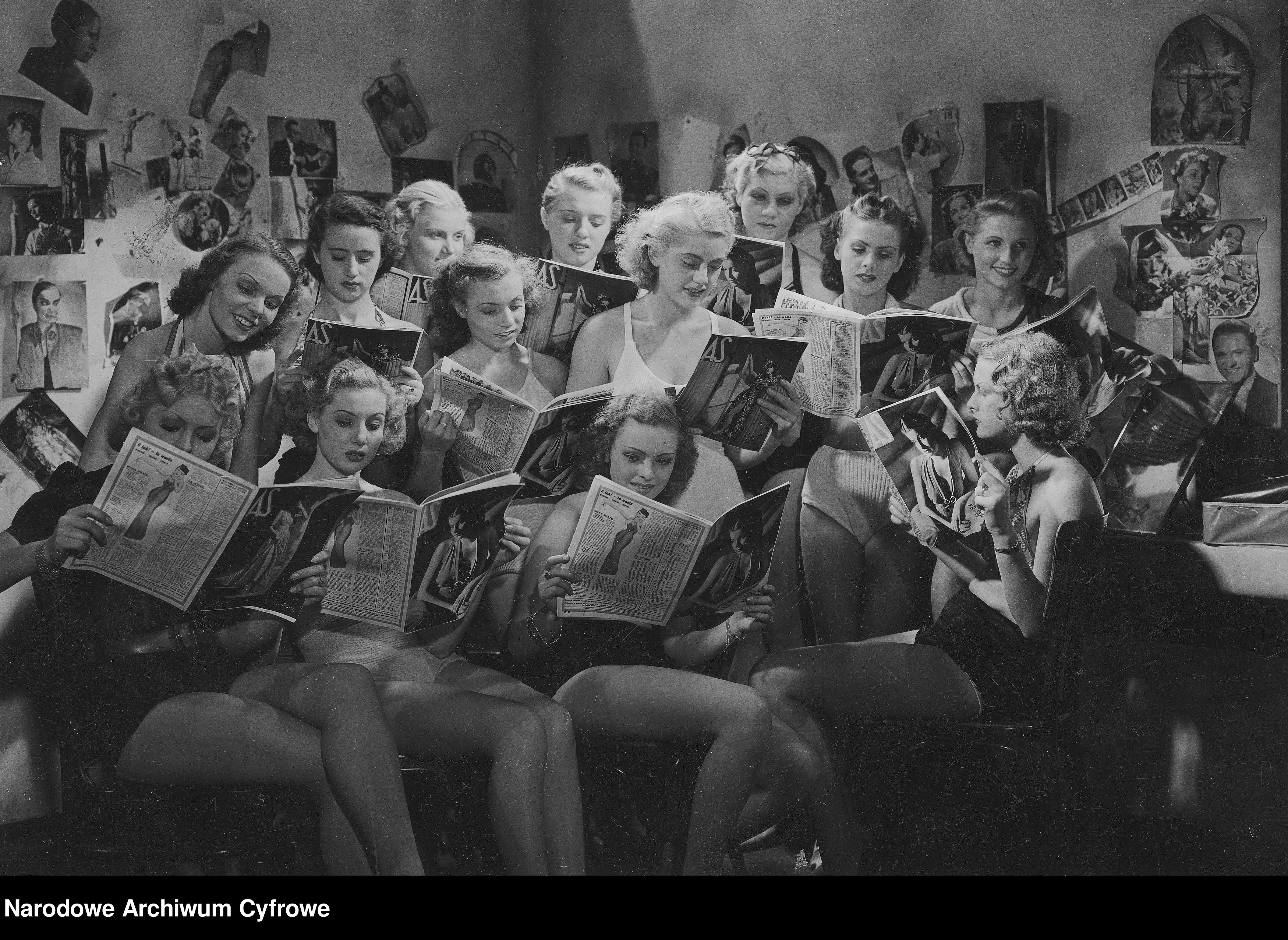
Aktorki „Strachów” czytają czasopismo „As” podczas przerwy w kręceniu filmu

Na początku 1938 Wydawnictwo „Rój” opublikowało debiutancką powieść autobiograficzno-reportażową Marii Ukniewskiej pt. Strachy . Nieznana wcześniej kobieta, która rozpoczynała karierę zawodową jako tancerka teatrów rewiowych, odsłoniła kulisy tego hermetycznego środowiska i życia tamtejszych dziewcząt, jego atmosferę, szarą codzienność, odmienną od gloryfikujących bądź krytycznych opinii społeczeństwa . W swojej powieści autorka podjęła także poważniejsze kwestie, takie jak: drobnomieszczańska obłuda, potajemne aborcje, prostytucja, zawodowa zależność i lęk młodych kobiet przed samotnością. W ten sposób Ukniewska wpisała się w literacki nurt nowego realizmu, rozwijającego się w Polsce w latach 30. XX na czele z grupą „Przedmieście”, który przedstawiał życie codzienne grup społecznych, rzadko znajdujących miejsce na kartach literatury . Spółdzielnia Autorów Filmowych postanowiła uczynić adaptację tej książki swoim pierwszym filmem fabularnym, a realizację artystycznych zamysłów złożyła na barki swoich członków, zaprzyjaźnionych artystów i doświadczonych filmowców. Reżyserami projektu zostali Eugeniusz Cękalski i Karol Szołowski, ich asystentem zaś Ludwik Perski.
Nad scenariuszem pracował kilkuosobowy zespół. Głównymi scenarzystami byli Eugeniusz Cękalski, Karol Szołowski i Stanisław Wohl. Opracowaniem tekstu zajęli się Emanuel Szlechter i Józef Wittlin. Rolę współpracowników pełnili Janina Cękalska, Antoni Bohdziewicz i Konstanty Ildefons Gałczyński, natomiast piosenki napisali Władysław Broniewski, Wincenty Rapacki junior i Emanuel Szlechter. Analizując warstwę tekstową filmu i twórczość literatów, Zbigniew Siatkowski wysunął tezę, że Władysław Broniewski był autorem piosenki, śpiewanej w prologu przez Eugeniusza Bodo, która rozpoczyna się od słów: „Nocą milknie ostatni dźwięk, wszystko zamarło...”. W dalszej części wywodu badacz stwierdził, że dialogi Dubenki, restauratora Krupki i magika Śroboszcza napisał Gałczyński. W scenariuszu nie obeszło się bez cenzorskich ingerencji. Pierwotnie w finale produkcji Teresa wyskakiwała z okna i ginęła. Ostatecznie, wobec nacisków państwowej instytucji, Strachy miały szczęśliwe zakończenie, gdy główni bohaterowie zdecydowali się spędzić ze sobą resztę życia.
Operatorami Strachów zostali Stanisław Wohl i Adolf Forbert. Sportretowali oni „ciasnotę” środowiska kabaretowego za pomocą zbliżeń i gry światłocieni, natomiast piękno ulic warszawskich, przemierzanych przez Teresę, ukazali w nastrojowych pejzażach ulicznych . Film obfitował także w różnorodne zabiegi formalne, charakterystyczne dla teoretycznych założeń Eugeniusza Cękalskiego – tzw. „szkoły Czerwca”. Jej postulaty zostały zapoczątkowane w etiudzie Czerwiec (1933), następnie spisane przez przyszłego reżysera Strachów w tygodniku „Kino” pod tytułem ABC filmu. Cękalski opierał swoje koncepcje na stylistyce kina niemego i pierwszych doświadczeniach dźwiękowych w kinie, czerpiąc pełnymi garściami z rozważań teoretycznych Béli Bálazsa i filmowców radzieckich oraz osiągnięć Man Raya, Waltera Ruttmanna, Jorisa Ivensa i Davida W. Griffitha. Stosując się do tych idei, Wohl i Forbert posłużyli się, m.in. motywem nastrojowym deszczu i wody, wirującej karuzeli, jak również kontrapunktem dźwięku i obrazu, np. gdy Teresa wyrażała swoje myśli za pomocą monologu lub publiczność słyszała treść listu czytanego przez bohaterkę. Jak okazało się później, wszystkie te zabiegi nie znalazły uznania w oczach krytyków, którzy uznawali je przeciągnięte lub staromodne.
Za inne elementy Strachów odpowiadali: Andrzej Panufnik (muzyka), Stanisław Urbaniak (dźwięk), Jacek Rotmil i Stefan Norris (scenografia), Józef Galewski (malarstwo artystyczne). Choreografią zajmowała się Tacjanna Wysocka, ponadto w filmie wystąpiły jej uczennice, w tym solistki Hanka Lebedowicz i Janina Smoszewska.
W pierwszoplanową postać kobiecą, Teresy Sikorzanki, wcieliła się mało doświadczona przed obiektywem kamery Hanna Karwowska, która zawdzięczała angaż dziennikarzowi Henrykowi Lińskiemu, idąc do wytwórni, gdzie z sukcesem przeszła próby fotogeniczności, głosowe i gry aktorskiej. Wcześniej zagrała niewielką rolę w Dziewczętach z Nowolipek (1937) Józefa Lejtesa. Jej filmowym partnerem został Eugeniusz Bodo, natomiast w role drugoplanowe wcielili się między innymi Jadwiga Andrzejewska, Józef Węgrzyn, Jacek Woszczerowicz, Jan Kreczmar i Mieczysława Ćwiklińska.

## Odbiór

### Premiera kinowa i recenzje prasowe
Premiera Strachów odbyła się 31 października 1938 w warszawskim kinie „Victoria”.
Strachy spotkały się z pozytywnymi odbiorem wielu krytyków. W pierwszych słowach swej recenzji w „Wiadomościach Literackich” Stefania Zahorska napisała:
Ten film to zaiste wielki dzień polskiej kinematografii. Okazuje się teraz nagle, że nie tylko można u nas zrobić dobry film, ale też istnieją już wszystkie dane, by mógł powstać, że jest już dla niego miejsce, że jest już nawet określony jego styl. Ten styl nie jest przypadkiem, nie jest wygraną na loterii, jest ściśle związany z wieloletnimi próbami i wysiłkami polskiej awangardy filmowej, tej właśnie awangardy, którą zawsze otaczała niewiara i której krótkometrażowe dokonania spotykały się zawsze z pobłażliwym wzruszeniem ramion: nic z tego nie będzie.
Zahorska chwaliła scenariusz, wartkie tempo akcji, trzymającej w napięciu, sprawny montaż i piękne zdjęcia. Ogół tych elementów sprawił, że historia opowiedziana w filmie była plastyczniejsza i bardziej dramatyczna niż książka Ukniewskiej. Na plus zanotowała grę aktorów, choć niewielki zarzut skierowała w stronę Hanny Karwowskiej, której interpretacja postaci Teresy Sikorzanki odznaczała się spokojem, prostotą, bezpośredniością, ale była nieprzekonywująca w momentach dramatycznych. Redaktorka zauważyła także, że w ostatnich minutach film traci swoją spoistość, rozkleja się. Pozytywną opinię wystawiła produkcji Stefania Heymanowa z „Bluszczu”, która spostrzegła kilka jej wad, takich jak nadużywanie „awangardowych” nawyków w fotografii (czasami powinno się odsłonić szerszą perspektywę świata przedstawionego, zamiast ciągłego ścieśniania ram) i kontrapunkcie obrazowo-dźwiękowym („co innego się widzi i co innego słyszy”), załamanie akcji w finale filmu. Ostatecznie stwierdziła, iż: „»Strachy« to film, który przemawia własnym językiem i nawet w błędach ma swój indywidualny wyraz. Dlatego też witany jest z radością przez tych, którzy widzą przyszłość filmu polskiego w zerwaniu z rutyną i szablonem i odważnym stawianiu sobie trudniejszych zadań”. Zarówno Zahorska, jak i Heymanowa pochwaliły grę aktorską, zwłaszcza Józefa Węgrzyna, Jacka Woszczerowicza i Eugeniusza Bodo.
Inni recenzenci, między innymi „Kuriera Polskiego”, „Czarno na Białem”, „Kina” i „Gazety Polskiej”, z entuzjazmem wypowiadali się o poziomie reżyserii i fotografii. Zdaniem krytyka, ukrywającego się pod pseudonimem „Ko.”, zdjęcia Stanisława Wohla i Adolfa Forberta prezentują piękno ulic warszawskich, dają, wraz z podkładem muzycznym, „impresjonistyczny obraz przeżyć «głównych bohaterów dramatu»” oraz we właściwy sposób prezentują życie poszczególnych środowisk społecznych. Z drugiej strony sprawozdawcy tych czasopism zwracali uwagę na drobne błędy związane z przekładem powieści reportażowej na język filmowy, pracą operatorską lub montażem, ostatecznie jednak uznali Strachy za wartościowy wkład do kinematografii polskiej.
Zdaniem Jerzego Bossaka z „Ilustrowanej Republiki” oraz sprawozdawcy „Orki na Ugorze”, twórcy Strachów odeszli od postulatów, wysuwanych przez Spółdzielnię Autorów Filmowych, a wcześniej przez Stowarzyszenie Miłośników Filmu Artystycznego „Start”. Ich awangardowe ambicje zastąpiła chęć przypodobania się, krytykowanej na łamach pism awangardowych, niewyrobionej kulturalnie publiczności filmowej, która ukochała sobie niskiej jakości melodramaty pokroju Wrzosu lub Gehenny.
Józef Fryd, związany z „Robotnikiem”, nie podzielał pozytywnych odczuć innych krytyków. Wedle jego opinii film był pozbawiony konstrukcji, akcja była chaotyczna i rwana wskutek wadliwego montażu. Odpowiedzialnością za to obarczył Eugeniusza Cękalskiego, produkującego dobre krótkometrażówki, lecz mało doświadczonego w tworzeniu dłuższego metrażu. Za drugą wadę produkcji uznał powierzenie głównej roli kobiecej niedoświadczonej aktorce. Docenił za to zdjęcia Stanisława Wohla. Aleksander Piskor w „Prosto z Mostu” scharakteryzował film jako nudny, poszatkowany na scenki, z których wiele było zbędnych, niektóre jednak fragmenty zaciekawiły go. Poza tym skrytykował udramatyzowaną końcówkę dzieła i wyrażanie myśli przez aktorów z zamkniętymi ustami.

### Strachyw prasie prawicowej
W grudniowym numerze „Przeglądu Powszechnego” z 1938 Zbigniew Broncel zwrócił uwagę, że w powieści Marii Ukniewskiej negatywnym bohaterem był Żyd, Fensterglass, zaś w filmie ta sama postać nosiła nazwisko Dwierycz, „a że gra go J. Kreczmar, artysta Teatru Polskiego w Warszawie, o wyraźnie aryjskim typie, publiczność sądzi, iż Dwierycz jest Polakiem”. Według autora powyższa praktyka miała na celu zohydzenie polskości. Winą za ten stan rzeczy obarczył dominację kapitału żydowskiego w polskim przemyśle filmowym. W lutym Broncel wykazał, że podmiana literackich bohaterów żydowskich na ekranowych polskich miała miejsce także w przypadku filmów Kobiety nad przepaścią (1938) i Za winy niepopełnione (1938). Zaapelował wtedy do władz polskich o interwencję w tej kwestii, po czym wezwanie wsparli również inni przedstawiciele prasy polskiej, np. „Polska Zbrojna” i „Prosto z Mostu”. 24 lutego 1939 Józef Relidziński, naczelnik Centralnego Biura Filmowego Ministerstwa Spraw Wewnętrznych, zorganizował spotkanie przedstawicieli Ministerstwa Spraw Wojskowych, Spraw Zagranicznych, Wyznań Religijnych i Oświecenia Publicznego, środowiska filmowego i Związku Dziennikarzy i Publicystów Filmowych. Efektem rozmów było zawieszenie w prawach publicznego wyświetlania Strachów i Za winy niepopełnione, do czasu wprowadzenia odpowiednich poprawek. W przypadku filmu Cękalskiego i Szołowskiego zmiany nie były konsekwentne, bowiem w napisach początkowych nadal widniał Dwierycz, natomiast w kwestiach dialogowych znalazło się nazwisko Fensterglass.

### Odbiór po latach
W czwartym tomie Historii sztuki filmowej Jerzy Toeplitz określił Strachy mianem jednej z ciekawszych produkcji polskiej kinematografii końca lat 30. XX wieku oraz uznał je za „dobrą zapowiedź zawodowej grupy awangardzistów w filmie fabularnym, czynnych dotychczas tylko w krótkim i średnim metrażu”. Toeplitz wyróżnił szczególnie „świetny drugi plan i znakomite oddzielne fragmenty”, wykazanie dużej inwencji w metaforach wizualnych i akustycznych, oddających myśli i marzenia bohaterów, kreację aktorską Józefa Węgrzyna i fotografię Stanisława Wohla, zaś za słabsze elementy filmu Cękalskiego i Szołowskiego uznał słaby pierwszy plan i powszechną w filmie polskim przemianę dramatu w melodramat.
W 1972 Leszek Armatys poświęcił Strachom analizę krytyczną w miesięczniku „Kino”. W pozytywnych słowach odniósł się do wartości filmu. Docenił udany dobór obsady aktorskiej, zwłaszcza zaangażowania do projektu Józefa Węgrzyna, Jacka Woszczerowicza i Eugeniusza Bodo. Jego zdaniem występ Węgrzyna to „nieustanne oscylowanie pomiędzy kabotyństwem a szczerością człowieka, który – mimo wszystko – ukochał życie i zachował życzliwość dla bliźnich”. Drugi z wymienionych doskonale i za pomocą prostych środków sportretował drugoplanową postać iluzjonisty Śroboszcza, natomiast Eugeniusz Bodo jako Zygmunt Modecki „nie jest (…) ani stereotypowym «złym wilkiem», ani banalnym uwodzicielem. Po prostu starszym, doświadczonym kolegą, który zorientował się w walorach wyróżniających dziewczynę wśród grona jej przyjaciółek”. Armatys pochwalił także inteligentną pracę operatorską Stanisława Wohla i Adolfa Forberta.
W 1979 Stanisław Lenartowicz zrealizował drugą, serialową adaptację powieści Marii Ukniewskiej. Z tej okazji Tadeusz Drewnowski zamieścił porównanie obu adaptacji Strachów na łamach miesięcznika „Kino”. Zestawiając ze sobą scenariusz, grę aktorską, odwzorowanie realiów epoki, autor stwierdził, że:
konfrontacja przedwojennej i obecnej ekranizacji Strachów wypada więc paradoksalnie. Film Cękalskiego, Szołowskiego i Wohla okazuje się znacznie dojrzalszy i ciekawszy artystycznie od powstałego czterdzieści lat później serialu Lenartowicza. Zwykle uważa się, że trzeba czasu, aby oderwać się od tekstu adaptowanego utworu i zyskać wobec niego dystans. W danym wypadku na gorąco dokonana ekranizacja wykazuje więcej dystansu niż z perspektywy czasu robiona adaptacja serialowa. Przedwojenny film wydaje mi się pod tym względem wręcz wzorowy i zasługujący u teoretyków ekranu na bliższą uwagę. Zachował bowiem wszelkie powaby rewiowego półświatka, mniej mu ulegając niż obecny serial. Pozostał filmem drapieżniejszym społecznie, bardziej ludzkim, więcej mówiącym o ówczesnych stosunkach niż po latach wyprodukowany serial, widzący przedwojenną rzeczywistość mgliście, gubiący się w fabule, zmierzający wyraźnie w stronę rewii .
W Historii kina polskiego 1895–2014 Tadeusz Lubelski stwierdził, że Strachy były „największym osiągnięciem” Spółdzielni Autorów Filmowych. Charakteryzowały się „przełamaniem konwencjonalnej teatralności, świeżością dialogów (...), oryginalnymi kreacjami aktorskimi”. W innej publikacji, Historii kina. Tom 2. Kino klasyczne, Lubelski przewidywał, patrząc na kolejne produkcje SAF-u, że „przeznaczeniem grupy była profesjonalizacja, czyli upodobnienie do branży, choć może na wyższym poziomie”.
O Strachach pozytywnie wypowiedzieli się także Aleksander Ledóchowski, Barbara Gierszewska, Danuta Adamowicz i Zbigniew Siatkowski.

### Prasa
- Leon Brun, Dwa dobre filmy polskie, „Kurier Polski”, 1938, nr 305 (6 XI), Warszawa: W. Kosiakiewicz.
- Karol Zbyszewski, Fałszerstwa filmowe, „Prosto z Mostu”, 1939, nr 4 (22 I), Warszawa.
- WUK, Kino Victoria – Strachy, „Czarno na Białem”, 1938, nr 46 (13 XI), Warszawa: Jan Dąmbski.
- KOMUNIKAT PRASOWY Związku Dziennikarzy i Publicystów Filmowych o konferencji w Ministerstwie Spraw Wewnętrznych w sprawie tematyki filmowej krajowej produkcji, „Aktualności”, 1939, nr 1, Warszawa: Stanisława Tomaszewska.
- Literatura w prasie, „Tydzień Literacki Polski Zbrojnej”, 1939, nr 7 (12 II), Warszawa.
- Strachy, „Gazeta Polska”, 1938, nr 305 (6 XI), Warszawa: Tadeusz Hiż.
- Stefan Kossowski, «Strachy» Marii Ukniewskiej na ekranie, „Kurier Czerwony”, 1938, nr 301 (31 X), Warszawa: Prasa Polska.
- Zbigniew Broncel, Ze świata filmu, „Przegląd Powszechny”, 1938, nr 12, Kraków: Drukarnia Wydawnictwa Księży Jezuitów.
- Zbigniew Broncel, Ze świata filmu, „Przegląd Powszechny”, 1939, nr 2, Kraków: Drukarnia „Wydawnictwa Księży Jezuitów”.
- Józef Fryd, Ze świata filmu, „Robotnik”, 1938, nr 320 (10 XI), Warszawa.

### Opracowania
- Danuta Adamowicz, Od powieści do filmu. Adaptacja powieści „Strachy” Marii Ukniewskiej, [w:] Jan Trzynadlowski (red.), W kręgu filmu polskiego XXXV-lecia, „Studia Filmoznawcze”, nr 3, Wrocław: Wydawnictwo Uniwersytetu Wrocławskiego, 1981, s. 77–95, OCLC 830227928. typ?
- Leszek Armatys, Myśl filmowa i działalność artystyczna „Startu” (1930-1935), Jerzy Toeplitz (red.), „Kwartalnik Filmowy”, nr 1, Warszawa: Polski Instytut Sztuki, 1961, s. 24–42.
- Leszek Armatys, Strachy, „Kino”, nr 1, 1972, s. 58–59 [dostęp 2021-01-20].
- Łukasz Biskupski, Kinofilia zaangażowana. Stowarzyszenie Miłośników Filmu Artystycznego „Start”, Łódź: Wydawnictwo Przypis, 2017, ISBN 978-83-62409-72-3.
- Tadeusz Drewnowski, Strachy rewiowe, „Kino”, nr 4, 1980, s. 21–24 [dostęp 2021-01-20].
- Barbara Gierszewska, Artystyczne (awangardowe?) ambicje ekipy Eugeniusza Cękalskiego zrealizowane w filmie „Strachy” (1938), [w:] Krzysztof Jaworski, Piotr Rosiński (red.), Między retoryką manifestów a nowoczesnością. Literatura-Sztuka-Film, Kielce: Instytut Filologii Polskiej Uniwersytetu Humanistyczno-Przyrodniczego Jana Kochanowskiego w Kielcach, Instytut Bibliotekoznawstwa i Dziennikarstwa Uniwersytetu Humanistyczno-Przyrodniczego Jana Kochanowskiego w Kielcach, 2010, s. 49–64, ISBN 978-83-928455-1-5.
- Małgorzata Hendrykowska, Kalendarium kinematografii polskiej 1895–2011, Poznań: ARS NOVA, 2012, ISBN 978-83-87433-83-3.
- Majka Jankowska, NOWY START – RECENZJA FILMU „STRACHY” [online], kalejdoskop.wroclaw.pl, 30 października 2019 [dostęp 2021-02-06].
- Aleksander Ledóchowski, Recenzowane po latach. Strachy, „Film”, nr 42, 1978, s. 21 [dostęp 2021-01-20].
- Tadeusz Lubelski, Historia kina polskiego 1895–2014, Kraków: Towarzystwo Autorów i Wydawców Prac Naukowych „Universitas”, 2015, ISBN 978-83-242-2707-5.
- Tadeusz Lubelski, Iwona Sowińska, Rafał Syska (red.), Historia kina. Tom 2. Kino klasyczne, Kraków: Towarzystwo Autorów i Wydawców Prac Naukowych „Universitas”, 2012, ISBN 978-83-242-1662-8.
- Zbigniew Siatkowski, Wokół „Strachów” Cękalskiego. Mechanizm literackości filmu, [w:] Zbigniew Wyszyński (red.), Polskie kino lat 1918–1939. Zagadnienia wybrane, „Zeszyty Naukowe Uniwersytetu Jagiellońskiego. Prace Historycznoliterackie”, nr 40, Warszawa–Kraków: Państwowe Wydawnictwo Naukowe, 1980, s. 35–43, ISBN 83-01-01766-X. typ?
- Jerzy Toeplitz, Historia sztuki filmowej, t. IV, Warszawa: Wydawnictwa Artystyczne i Filmowe, 1969.
- Roman Włodek, Jadwiga Andrzejewska na scenie i na ekranie, Kraków – Warszawa: Instytut Historii Polskiej Akademii Nauk, Księgarnia Akademicka, 2018, ISBN 978-83-7638-952-3.